# Fritz Köllner
Fritz Köllner, též Bedřich Köllner (5. května 1904 Karlovy Vary – 8. listopadu 1986 Taufkirchen), byl československý politik německé národnosti a meziválečný poslanec Národního shromáždění za Sudetoněmeckou stranu.

## Biografie
Byl aktivní v německém spolku Wandervogel. Vystudoval obchodní akademii a pracoval jako bankovní úředník. V roce 1922 spoluzakládal organizaci Sudetendeutsche Jungenschaft. V letech 1923–1926 působil jako bankovní úředník ve Vídni, v letech 1926–1927 pracoval v bance v Liberci. V letech 1928–1932 vystudoval práva na německé univerzitě v Praze. Roku 1932 získal titul doktora práv.
Profesí byl právník. Podle údajů z roku 1935 bydlel v Chebu.
Byl aktivní politicky. Od roku 1933 byl členem organizace Sudetendeutsche Heimatsfront, ze které se později utvořila Sudetoněmecká strana.
V parlamentních volbách v roce 1935 se stal za Sudetoněmeckou stranu poslancem Národního shromáždění. Od roku 1937 byl organizačním vedoucím SdP. Poslanecké křeslo ztratil na podzim 1938 v souvislosti se změnami hranic Československa.
V roce 1938 se zapojil do revolty Sudetských Němců proti Československu a byl velitelem Sudetoněmeckého sboru dobrovolníků v Slezsku. V roce 1938 vstoupil do NSDAP. Poté zastával funkce v nacistickém Německu. V letech 1939–1940 byl náměstkem gauleitera. V období let 1940–1945 bojoval ve válce. V roce 1941 byl povýšen na brigádního velitele v oddílech SA. Po válce byl v letech 1947–1955 vězněn a pak vysídlen do Západního Německa, kde působil ve veřejných funkcích v Bavorsku.